# Buchenavia oxycarpa
Buchenavia oxycarpa är en tvåhjärtbladig växtart som beskrevs av C. Martius och August Wilhelm Eichler. Buchenavia oxycarpa ingår i släktet Buchenavia och familjen Combretaceae. Inga underarter finns listade i Catalogue of Life.